# Casa del Mar
Els Colls, masia dels Colls o Casa del Mar és una masia de Sant Pere de Ribes (al Garraf) protegida com a bé cultural d'interès local.

## Arquitectura
Es tracta d'una gran residència de mar a l'estil típic de les masies mediterrànies de costa formada per 2 volums (est i oest) units en planta baixa quina té forma rectangular esglaonada a la façana nord. Utilitza elements típics d'arquitectura popular com porxos, arcades, patis interiors, estucats blancs i combinació de teules planes i inclinades als paraments superiors.
El volum principal consta de planta baixa, planta pis i planta sota coberta, amb coberta a dues vessants i el carener paral·lel a la façana principal. S'hi accedia des de tramuntana per un portal d'arc escarser adovellat que es troba descentrat en frontis. Al pis hi ha quatre finestrals d'arc pla amb sortida a un balcó, mentre que a la sota coberta hi ha una galeria de vuit petits pòrtics d'arc de mig punt. A la façana de ponent hi ha adossat un cos de dos nivells d'alçat, definit per una galeria horitzontal amb pòrtics d'arc de mig punt, separats amb columnetes, d'arc pla de factura moderna, així com alguns pòrtics que hi havia a la planta sota coberta de la façana principal. Davant d'aquest façana hi ha un adossat un cos de planta baixa, amb una galeria amb pòrtics de mig punt a la planta baixa i una coberta habilitada com a terrassa transitable. Entorn la façana de llevant hi ha adossats diversos cossos de dos nivells que es tanquen formant un pati central. Aquests presenten obertures de factura moderna així com diversos pòrtics d'arc de mig punt. L'acabat exterior és arrebossat i pintat de color blanc. L'estructura estava basada en murs de càrrega tradicionals i forjats de fusta, ara desapareguts, sense que haguessin destacat elements interiors com escales, balustrades, cel - rasos quins no han estat inclosos en cap dels documents de protecció tramitats.
De les façanes destacar bàsicament les arcades de la façana est, oest i sobretot de la façana sud, típica de l'arquitectura mediterrània, proporcionant espais intersticials de trànsit climàtic entre l'exterior i l'interior. En general el disseny de les obertures no sembla que hagin seguit un ordre estricte, més aviat responen a la distribució interior, típic en aquestes masies. Ni tan sols destaca l'entrada principal i no més cal destacar les obertures de les darreres plantes als dos volum en forma d'arcada. Cal destacar la terrassa de planta primera uneix els dos volums i que tenia accés exterior per la façana sud sense una barana d'interès arquitectònic, al contrari de les baranes metàl·liques existents a les façanes orientades a nord i oest.
En l'actualitat una reforma i rehabilitació de 2008 ha conservat la volumetria, la major part de les façanes deixant l'interior lliure per l'adaptació als nous usos. Les obres de reforma es troben aturades. Fins al seu abandó la masia ha tingut ús d'habitatge unifamiliar aïllat, com es reconeix a les escriptures pertinents.

## Notícies històriques
La casa del Mar és el nom que se li va donar a l'antiga masia dels Colls a partir de l'any 1939.
Està situada darrere de la punta Llarga, damunt dels túnels fets als anys 1880 i 1914 per la línia del ferrocarril, tocant el terme amb Ribes. Antigament se la coneixia, per part dels pescadors, com la "Masia Nova".
Els seus orígens es poden situar en l'aparició del mas "des Coyll" del qual hi ha constància documental des de l'any 1372. La casa pertanyia a l'Orde de la Mercè des del segle xvii. Després de l'exclaustració de l'any 1835, l'heretat era Bé Nacional i fou adquirida pels Samà el 1849. L'any 1860, Els Colls constava com casa de pagès i, juntament amb Solicrup, fou comprada, el 1892, per Joan Soler Suau, conegut pel "Sans de Gornal". Al 1939, Felip Bertran Güell la va adquirir com a "una masia molt típica, situada en un lloc privilegiat, la masia dels Colls". La va fer arreglar de forma rústica però confortable, i en va resultar una magnífica residència que, un cop enllestides les obres, no recordava gens l'antiga masia.
A partir de l'any 1974 es veu afectada per la tramitació del Pla Parcial Els Colls, la seva posterior modificació l'any 2002. L'Estudi de detall de 2005 i el Pla Especial "Casa del Mar i Entorn" de 2008 s'elaboren per preservar tant l'edifici com l'entorn pròxim.